# Reinhard Pfaehler von Othegraven
Reinhard Pfaehler von Othegraven (* 16. April 1875 in Frankfurt am Main; † nach 1944) war ein deutscher Landschaftsmaler, Grafiker und Illustrator.

## Leben

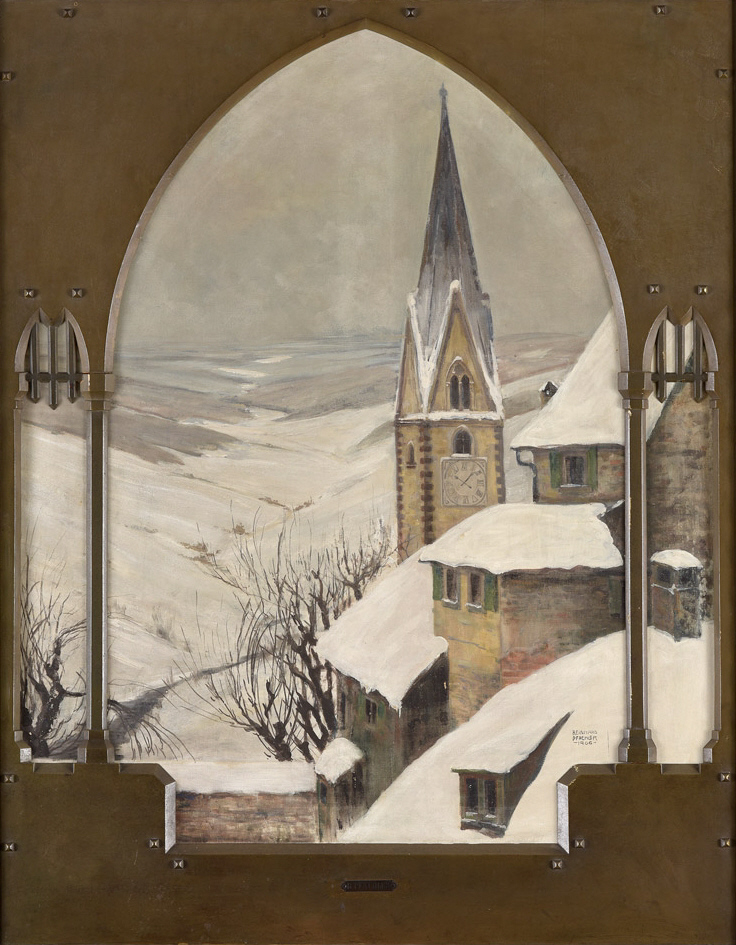
Burganlage im Winter, 1906, Öl auf Leinwand mit ungewöhnlichem Passepartout

Pfaehler von Othegraven studierte an der Kunstgewerbeschule Nürnberg und bildete sich in München und Rom fort. Um 1906 hielt er sich in Düsseldorf auf. Hauptsächlich wirkte er in Berlin, wo er 1936 im Stadtteil Friedenau wohnte. 1910 erlangte er durch Grunewaldlandschaften im Stil von Walter Leistikow Aufmerksamkeit. In den Jahren 1923, 1925 und 1927 war er auf der Großen Berliner Kunstausstellung vertreten. 1930/1931 war er Teilnehmer der Second International Exhibition of Lithography and Wood Engraving des Art Institute of Chicago, 1932 und 1936 der Deutschen Graphik-Schau des Leipziger Kunstvereins. Er lieferte Illustrationen für diverse Bücher sowie Beiträge für Zeitschriften, etwa Der wahre Jacob, Jugend und Simplicissimus.